# Mask (álbum de Fanatic Crisis)
Mask é o primeiro álbum de estúdio da banda japonesa de rock Fanatic Crisis, lançado em 7 de janeiro de 1996. Foi lançado em mais duas edições, a segunda com a capa em negativo.
Em uma pesquisa entre os 50 álbuns visual kei mais importantes, por Gallery of Visual Shock, Mask ficou em 49° lugar.

## Antecedentes e lançamento
Em 21 de agosto de 1995, o vídeo em VHS/single "Truth" foi lançado e a banda entrou na turnê nomeada Making of Truth, que foi gravada e lançada em DVD em setembro. O segundo single do álbum foi "Memories in White", lançado em 25 de novembro em duas versões. Eles foram incluídos em Mask com remixes diferentes.
Após o lançamento do álbum, a banda embarcou em uma turnê solo promovendo-o.

## Estilo musical
Mask iniciou a transição da banda de seu estilo de rock gótico característico do Nagoya kei para o pop rock.

## Faixas
| N.º            | Título                                                  | Duração |  |
| 1.             | "Crime Ballet" (クライム バレエ)                        | 4:17    |  |
| 2.             | "Meguri Aetara" (めぐり逢えたら)                        | 5:16    |  |
| 3.             | "Memories in White" (Album Version)                     | 4:41    |  |
| 4.             | "Tsuki to Sasori" (月と蠍)                              | 4:29    |  |
| 5.             | "Rhapsody"                                              | 3:51    |  |
| 6.             | "Pleasure Garden"                                       | 4:00    |  |
| 7.             | "Truth" (Album Version)                                 | 5:30    |  |
| 8.             | "MASK"                                                  | 3:21    |  |
| 9.             | "Kanashii Iro Shita Mado Garasu" (哀しい色をした窓硝子) | 5:32    |  |
| 10.            | "Kimi ga Iru Yami no Naka de" (君がいる闇の中で)        | 4:47    |  |
| 11.            | "Love Me"                                               | 4:19    |  |
| Duração total: | Duração total:                                          | 49:57   |  |

## Ficha técnica
- Tsutomu Ishizuki – vocais
- Kazuya – guitarra solo
- Shun – guitarra rítmica
- Ryuji – baixo
- Tohru – bateria